# Gracilimesus gorbunovi
Gracilimesus gorbunovi is een pissebed uit de familie Ischnomesidae. De wetenschappelijke naam van de soort is voor het eerst geldig gepubliceerd in 1946 door Gurjanova.